# Berlin-Reinickendorf
Pour les articles homonymes, voir Reinickendorf.
Berlin-Reinickendorf [ˈʀaɪ̯nɪkn̩ˌdɔʁf]  (anciennement appelé Alt-Reinickendorf, « vieux Reinickendorf ») est un des 11 quartiers de l'arrondissement de Reinickendorf à Berlin en Allemagne. Avant la réforme de l'administration de 2001, Reinickendorf donna également son nom à l'ancien district qui s'étendait sur tout l'arrondissement actuel.
Pendant la séparation de la ville, ce district faisait alors partie de Berlin-Ouest.

## Population
Le quartier comptait 81 371 habitants le 1er janvier 2017 selon le registre des déclarations domiciliaires, c'est-à-dire 7 750 hab./km2.

## Liens
- Notices d'autorité :   - GND